# Netscape Navigator
Netscape Navigator a fost un browser web proprietar, unul din cele mai vechi browsere de navigare pe internet. A fost "nava amiral" a companiei Netscape Communications Corp și a fost browserul dominant în anii 1990, dar pâna în 2002 popularitatea acestuia a scăzut până aproape de zero. Aceasta s-a datorat în primul rând creșterii popularității browserului Microsoft Internet Explorer și parțial pentru că Netscape Corporation nu a mai inovat către sfârșitul anilor '90.
Falimentarea afacerii Netscape a fost motivul central al procesului antitrust impotriva Microsoft in care Curtea a hotarat ca livrarea produsului Internet Explorer impreuna cu sistemul de operare Windows a fost o practica comerciala ilegala si monopolistica. Decizia a venit prea tarziu pentru Netscape, Internet Explorer devenind intre timp browserul dominant pe sistemele de operare Windows.
Browserul web Netscape Navigator a fost urmat de Netscape Communicator. Codul sursa al Netscape Communicator a fost baza pentru dezvoltarea seriei de aplicatii Mozilla Application Suite care mai tarziu a fost redenumita SeaMonkey. Seria de aplicatii Mozilla dezvoltata de Netscape a servit, de asemenea, ca si baza pentru browserele Mozilla Firefox si Netscape versiunea 6 pana la 9.
AOL a oprit dezvoltarea Netscape Navigator pe 28 decembrie 2007, dar a continuat suportul pentru browser cu actualizari de securitate pana in 1 martie 2008. AOL permite descarcarea de versiuni arhiva a Netscape Navigator si mentine inca website-ul Netscape ca un portal internet. 

## Istoric
În 1994, Jim Clark, în colaborare cu Marc Andreessen au fondat Mosaic Communications (redenumită ulterior Netscape Communications). Andreessen lucrase în timpul facultății (a terminat University of Colorado) la un proiect software numit "Mosaic". Browserul Mosaic devenise cunoscut și în afara cercurilor stiințifice unde luase naștere, iar cei doi au prevăzut succesul viitor al browserelor web. După numai jumătate de an, mare parte a echipei de la NCSA care lucrase la Mosaic, lucra acum la continuarea Mosaic-ului, lansată sub numele de Netscape. Într-un timp foarte scurt, de la lansare (1995), Netscape ajunge să dețină mai mult de 80% din piață, mai ales datorită facilităților pe care le oferea. 
Actual foloseste motorul open source Mozilla asemeni browserului Firefox. In prezent browserul Netscape este proprietatea concernului american AOL Time Warner.
Începând cu luna martie 2008, compania AOL a sistat susținerea browserului, încetând lucrările la dezvoltarea sa, deoarece cota de piață a browserului a ajuns la numai 0,6 %. Compania AOL a sfătuit utilizatorii Netscape să folosescă browserul Mozilla Firefox, browser dezvoltat tot de unii din cei care au creat Netscape.

## Legături externe
- Netscape Browser Arhivat în 30 iunie 2007, la Wayback Machine.
- Notice for Netscape Navigator 2.02 for OS/2 and Netscape Communicator 4.04 for OS/2 Users[nefuncțională]
- The hidden features of Netscape Navigator 3.0 Arhivat în 24 octombrie 2020, la Wayback Machine.
- Netscape Browser Archive - Early Netscape Arhivat în 12 iunie 2010, la Wayback Machine., SillyDog701